# Boerhavia
Boerhavia är ett släkte av underblomsväxter. Boerhavia ingår i familjen underblomsväxter.

## Bildgalleri

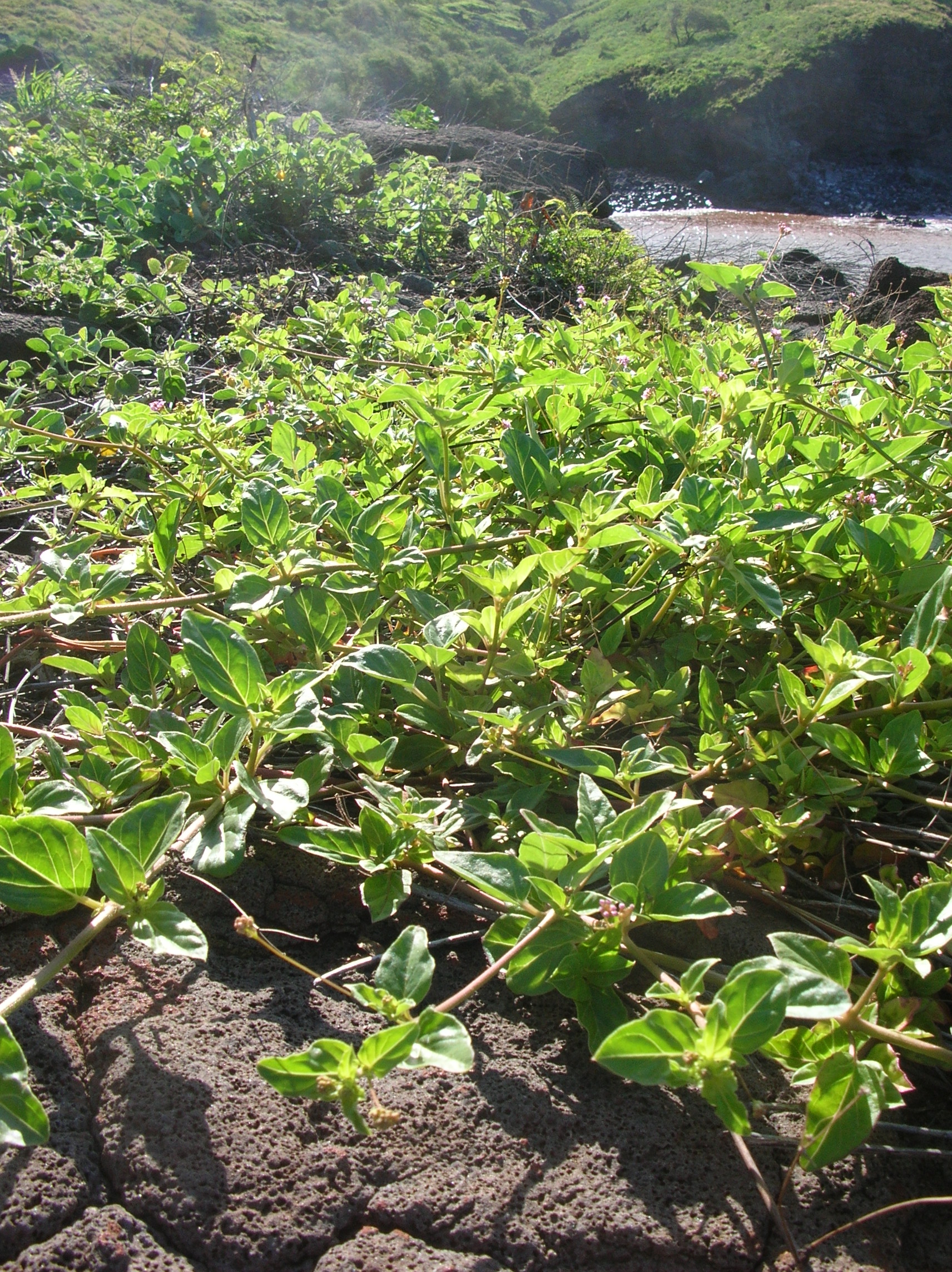
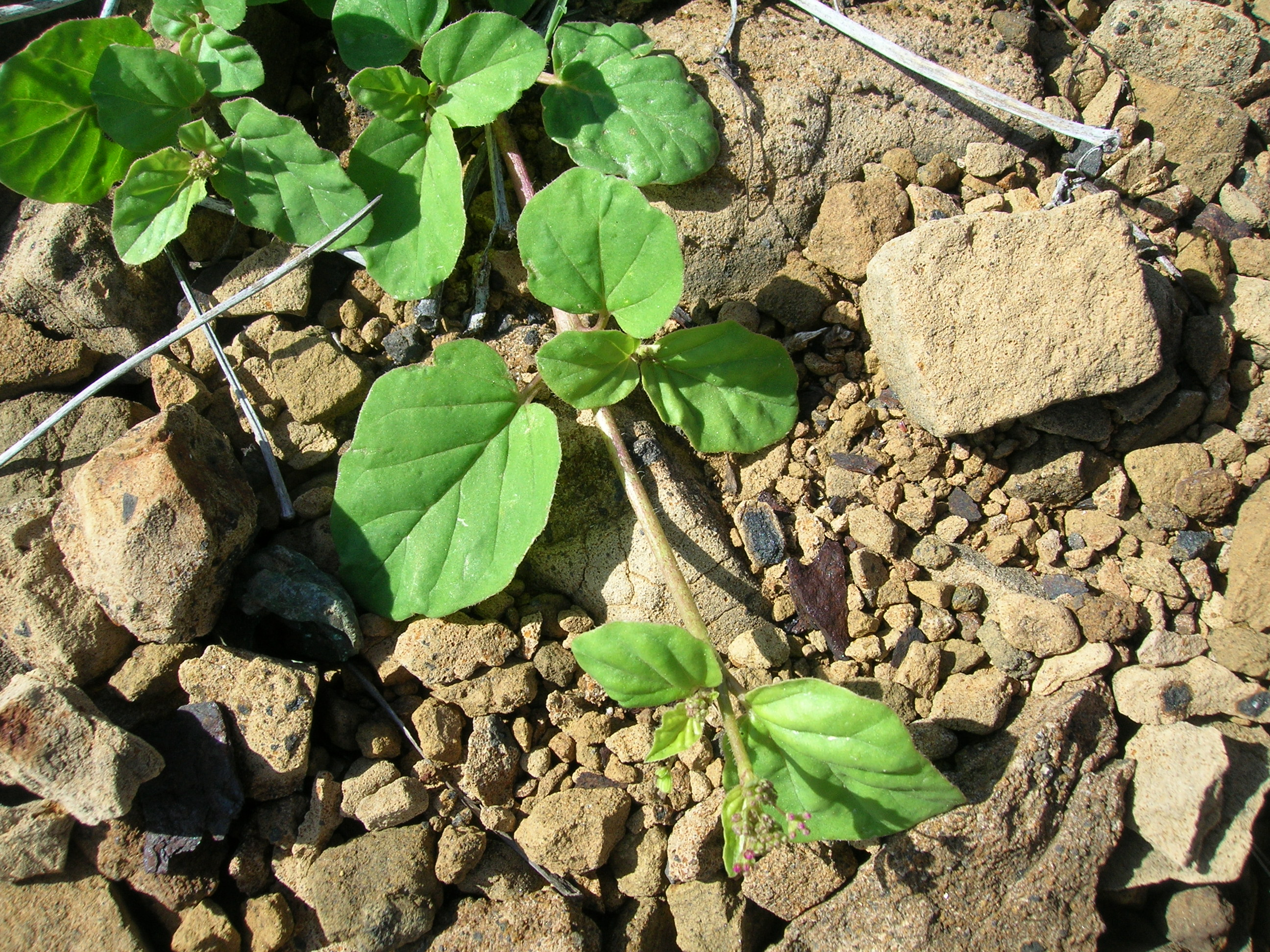
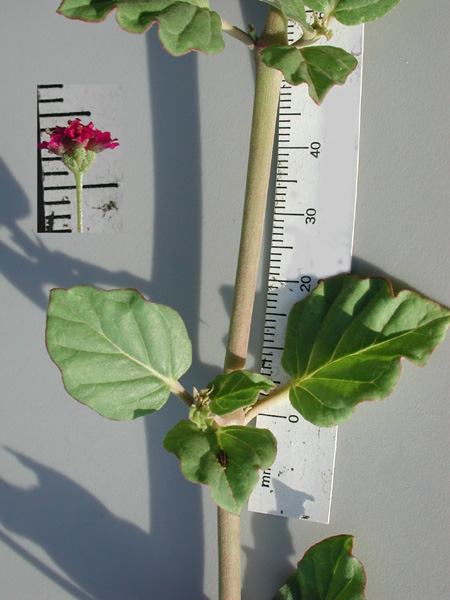
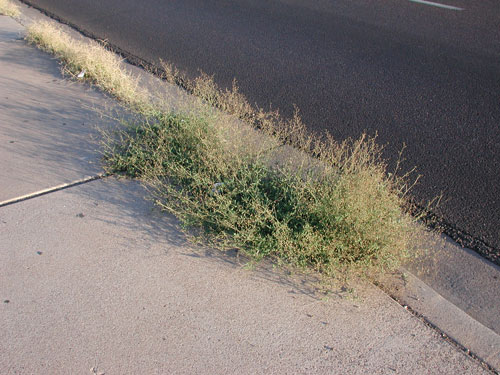
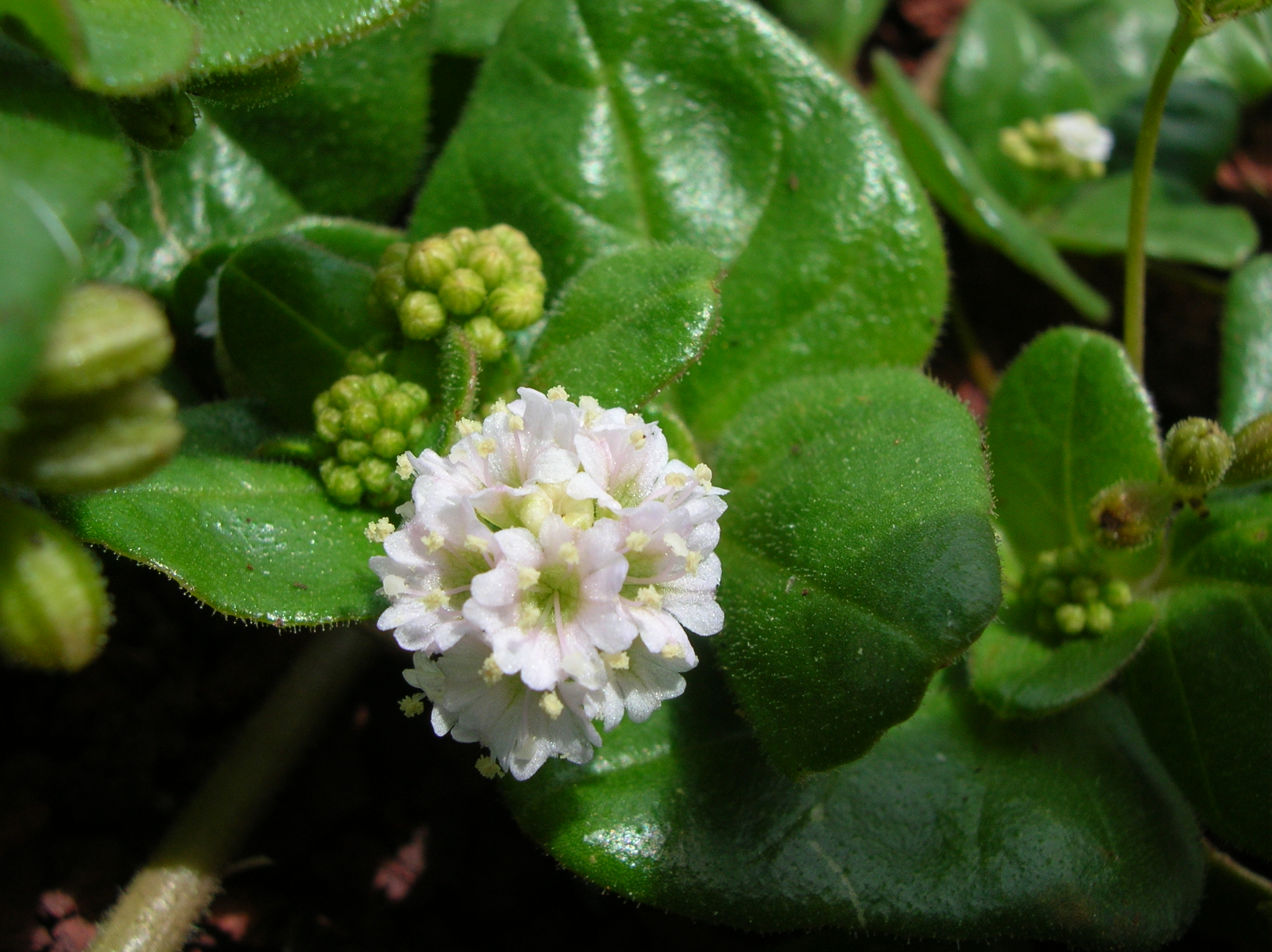
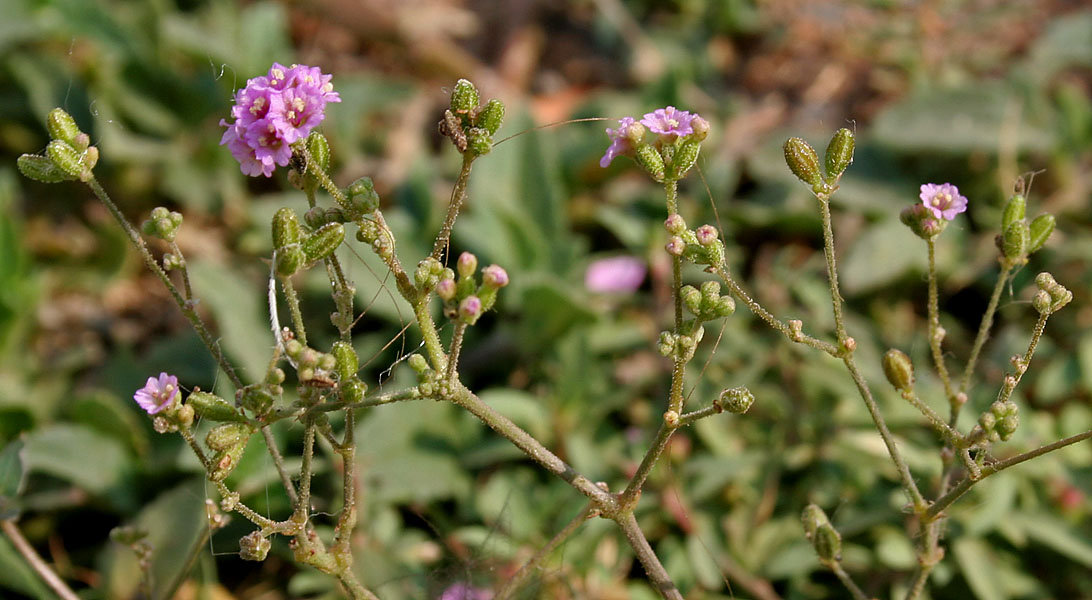

## Dottertaxa tillBoerhavia, i alfabetisk ordning[1]
- Boerhavia acutifolia
- Boerhavia africana
- Boerhavia alamasona
- Boerhavia alamosana
- Boerhavia alata
- Boerhavia albiflora
- Boerhavia ambigua
- Boerhavia angustifolia
- Boerhavia anisophylla
- Boerhavia arabica
- Boerhavia australis
- Boerhavia boissieri
- Boerhavia bracteosa
- Boerhavia brandegeei
- Boerhavia burbidgeana
- Boerhavia capitata
- Boerhavia chaerophylloides
- Boerhavia chinensis
- Boerhavia chrysantha
- Boerhavia ciliata
- Boerhavia coccinea
- Boerhavia cordobensis
- Boerhavia coulteri
- Boerhavia crassifolia
- Boerhavia crispa
- Boerhavia crispifolia
- Boerhavia depressa
- Boerhavia deserticola
- Boerhavia diandra
- Boerhavia dichotoma
- Boerhavia diffusa
- Boerhavia elegans
- Boerhavia elongata
- Boerhavia erecta
- Boerhavia fistulosa
- Boerhavia fruticosa
- Boerhavia gardneri
- Boerhavia gibbosa
- Boerhavia glabrata
- Boerhavia glandulosa
- Boerhavia glomerata
- Boerhavia glutinosa
- Boerhavia gracillima
- Boerhavia graminicola
- Boerhavia grandiflora
- Boerhavia greenwayi
- Boerhavia gypsophiloides
- Boerhavia heimerlii
- Boerhavia herbstii
- Boerhavia hereroensis
- Boerhavia heronensis
- Boerhavia hiranensis
- Boerhavia hirsuta
- Boerhavia hitchcockii
- Boerhavia hualienensis
- Boerhavia lantsangensis
- Boerhavia lateriflora
- Boerhavia leiosolena
- Boerhavia libyca
- Boerhavia linearifolia
- Boerhavia litoralis
- Boerhavia maculata
- Boerhavia megaptera
- Boerhavia mista
- Boerhavia montana
- Boerhavia mutabilis
- Boerhavia nudicaulis
- Boerhavia octandra
- Boerhavia organensis
- Boerhavia paludosa
- Boerhavia parviflora
- Boerhavia patula
- Boerhavia pedunculosa
- Boerhavia periplocifolia
- Boerhavia plicata
- Boerhavia procumbens
- Boerhavia pulchella
- Boerhavia pulverulenta
- Boerhavia punarnava
- Boerhavia purpurascens
- Boerhavia reniformis
- Boerhavia repanda
- Boerhavia repens
- Boerhavia repleta
- Boerhavia rosei
- Boerhavia rufopilosa
- Boerhavia scabrida
- Boerhavia scandens
- Boerhavia schinzii
- Boerhavia schomburgkiana
- Boerhavia simonyi
- Boerhavia sonorae
- Boerhavia spicata
- Boerhavia stellata
- Boerhavia stenocarpa
- Boerhavia tarapacana
- Boerhavia tenuifolia
- Boerhavia tetrandra
- Boerhavia torreyana
- Boerhavia traubae
- Boerhavia triquetra
- Boerhavia tsarisbergensis
- Boerhavia tuberosa
- Boerhavia weberbaueri
- Boerhavia verbenacea
- Boerhavia verticillata
- Boerhavia wrightii
- Boerhavia vulvariaefolia
- Boerhavia xanti
- Boerhavia xantii